# アキン・パ・リン・アング・ブカス
『アキン・パ・リン・アング・ブカス』（タガログ語: Akin Pa Rin ang Bukas）は、フィリピンのテレビドラマ。GMAネットワークで2013年9月9日から12月27日まで放送された。

## 登場人物
ロベリア・ビジャコルタ / ロベリア・イグナシオ・サントス・ビジャコルタ・サンドヴァル
演：ロヴィ・ポー
ジェリー・サンドヴァル / ジェリコ / ジェラード・セバスチャン
演：ロッコ・ナチーノ
コンラッド・アルペロス
演：セザール・モンターノ
アガサ・モラレス / アガタリア
演：チャーリー・ピネダ
ロエル・ビジャコルタ
演：ゲイリー・エストラダ
ベアトリス・ビジャコルタ
演：ライザ・ロレナ
クリスティーナ・アルペロス
演：グロリア・ロメロ